# 別拉亞河 (庫班河流域)
別拉亞河是俄羅斯的河流，位於阿迪格共和國和克拉斯諾達爾邊疆區，屬於庫班河的左支流，發源自高加索山脈分山嶺，河道全長273公里，流域面積5,990平方公里，河畔城鎮有邁科普和別洛列琴斯克。